# Adoufe
Adoufe is een plaats (freguesia) in de Portugese gemeente Vila Real en telt 2067 inwoners (2001).